# AS Salé
AS Salé, vaak afgekort als A.S.S., is een Marokkaanse voetbalclub uit Salé. De club speelt in momenteel in de Botola 2, de Marokkaanse Tweede Divisie. De club werd opgericht in 1928 uit een fusie met Sporting de Salé. De clubkleuren zijn rood en wit. De club promoveerde in 1984 naar de hoogste afdeling. De beste prestatie tot nu toe, dateert van 2003, toen ze vice-kampioen werden.
De club speelt in Stade Boubker Ammar, in de wijk Bettana. Voorheen speelde de club in "Stade Marche Vert". 
Raja de Beni Mellal ·
Club Jeunesse Ben Guerir ·
Rachad Bernoussi ·
Youssoufia Berrechid ·
Maghreb Fez ·
Wydad de Fès ·
JA Kasbah Tadla ·
KAC Kenitra ·
Jeunesse Massira ·
Mouloudia Oujda ·
US Musulmane d'Oujda ·
AS Salé ·
Union de Sidi Kacem ·
Wydad de Témara ·
Ittihad Zemmouri de Khémisset